# Чико (Вашингтон)
Чико (енгл. Chico) насељено је место без административног статуса у америчкој савезној држави Вашингтон.

## Демографија
По попису из 2010. године број становника је 2.259.
| Група             | 2000.    | 2010.         |
| Белци             | 0 (0,0%) | 1.786 (79,1%) |
| Афроамериканци    | 0 (0,0%) | 68 (3,0%)     |
| Азијати           | 0 (0,0%) | 186 (8,2%)    |
| Хиспаноамериканци | 0 (0,0%) | 110 (4,9%)    |
| Укупно            | 0        | 2.259         |